# Бонитировка сельскохозяйственных животных
Бонитиро́вка сельскохозя́йственных живо́тных (от лат. bonitas, «добротность, высокое качество») — определение племенной ценности племенной продукции в целях её дальнейшего использования, где под племенной продукцией (племенным материалом, племенными ресурсами) понимаются как сами племенные сельскохозяйственные животные, так и их семя и эмбрионы, а под «племенной ценностью» — уровень генетического потенциала племенной продукции с точки зрения хозяйственно полезных признаков потомства. Проводится бонитировка на основании комплекса признаков — как определяющих племенную ценность животного, так и отражающих количество и качество производимой им продукции.

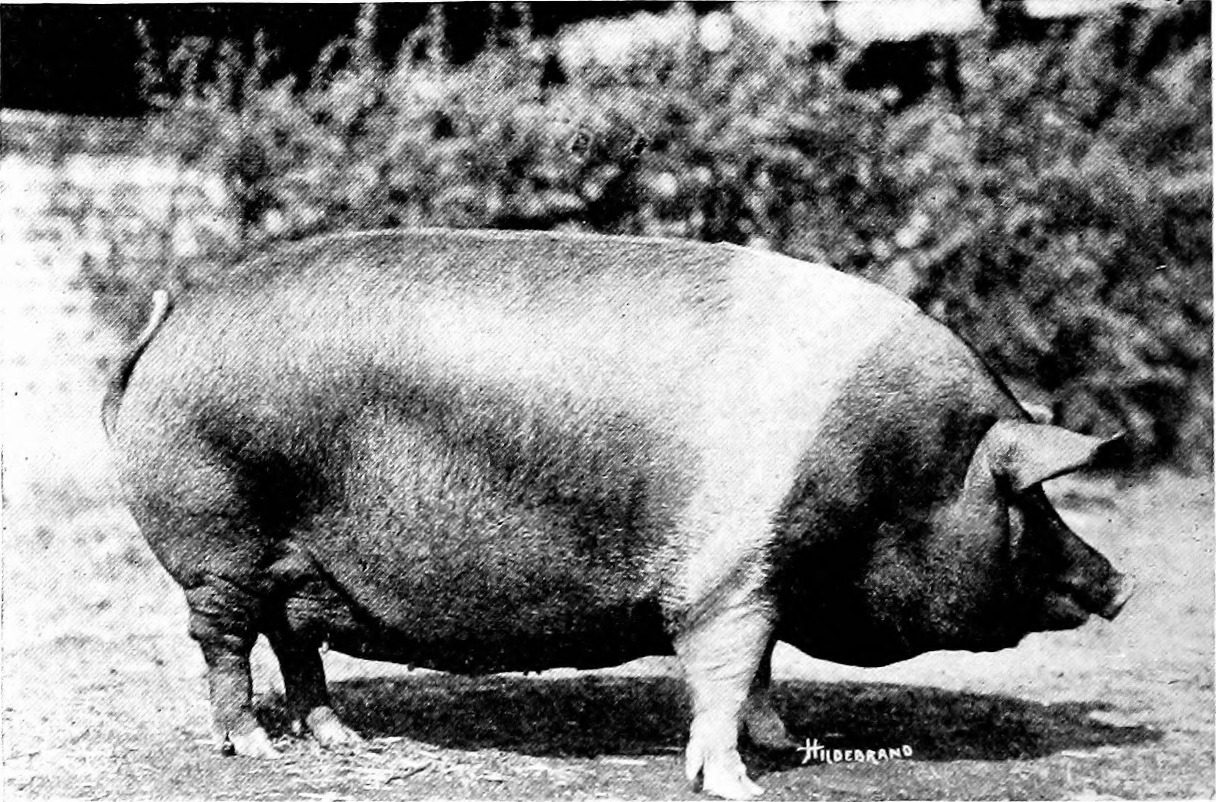
Свиноматка гемпширской породы, чемпионка ярмарки штата Айова (США, 1914)

Занимается бонитировкой специальная комиссия во главе с зоотехником-бонитёром. Для определения бонитировочного класса (обычно это «элита», I и II классы) используются свои системы признаков как для каждого биологического вида животных, так и, внутри вида, — по каждому направлению продуктивности.

## Методика бонитировки
У каждой сельскохозяйственной особи в ходе бонитировки оцениваются как племенные, так и продуктивные качества. Животное получает баллы за каждый оцениваемый показатель, по сумме баллов определяют его бонитировочный класс. Именно бонитировка является основой племенной работы в животноводческом хозяйстве (понимаемой как комплекс мероприятий по генетическому улучшению групп сельскохозяйственных особей из поколения в поколение), поскольку после определения племенной ценности животных принимается решение о дальнейшем их использовании: малоценные особи выбраковываются, а животные, важные в селекционном отношении, выделяются путём присвоения им высокого бонитировочного класса. С точки зрения отбора животных бонитировка является главным организационным мероприятием.
В СССР бонитировка с 1934 года проводилась во всех хозяйствах с племенными либо крупными товарными животноводческими фермами и рассматривалась в качестве одного из основных мероприятий по улучшению стад. Порядок проведения бонитировки определялся отраслевыми стандартами, разрабатывавшимися Минсельхозом, а позже — Росагропромом.
Для каждого биологического вида оцениваемых животных действует своя система классов. Инструкции по проведению бонитировки отличаются не только в зависимости от биологического вида животных, но и от направления продуктивности. К примеру, для крупного рогатого скота молочных и молочно-мясных пород бонитировку осуществляют по семи группам признаков: по породности, по удоями и качеству молока, по скорости молоковыведения и приспособленности к машинному доению, по экстерьеру и конституции, по живой массе, по качеству потомства, по воспроизводительной способности.
Сведения, полученные в ходе текущей бонитировки, сопоставляются со сведениями прошлых лет. После проведения сравнительного анализа делаются выводы о том, насколько успешно ведётся селекционно-племенная работа в хозяйстве, даётся оценка его ветеринарного состояния, составляются планы по комплектованию стада.

## Процедура бонитировки
С организационной точки зрения бонитировка представляет собой работу специальной комиссии, в состав которой могут входить представители хозяйства, техники-осеменаторы, ветеринары; во главе комиссии обычно стоит специалист-зооинженер (зоотехник-бонитёр), хорошо знающий как разводимую в хозяйстве породу в целом, так и бонитируемое стадо.
Животных бонитируют как в племенных, так и в товарных хозяйствах. Сроки проведения бонитировки в России — не реже одного раза в год. В племенных хозяйствах в России в соответствии с Федеральным законом от 3 августа 1995 года № 123-ФЗ в редакции от 4 августа 2023 года «О племенном животноводстве» бонитировка проводится ежегодно, при этом порядок и условия её проведения устанавливает тот федеральный орган исполнительной власти, который в РФ осуществляет управление в области племенного животноводства (по состоянию на начало 2024 года — Департамент животноводства и племенного дела Министерства сельского хозяйства РФ).
С целью упрощения записи бонитировочных данных используется система условных обозначений и сокращений — так называемый бонитировочный ключ. Для описания экстерьера животного используются условные пометки внутри и снаружи вытянутого по горизонтали прямоугольника (условного изображения туловища): так, узкая грудь животного обозначается треугольником, основание которого совпадает с левой стороной прямоугольника, а равные боковые стороны смотрят влево; провислая спина обозначается «смотрящей вниз» полуокружностью, пририсованной внутри прямоугольника к середине его верхней стороны. Для других характеристик используются буквенные и цифровые обозначения: к примеру, «К» обозначает крепкую конституцию, «мм» — большую массу шерсти (у овец).
Для повышения эффективности использования племенных животных Государственная племенная служба проводит обобщение бонитировочных данных, после чего информирует заинтересованных лиц о полученных результатах. Кроме того, по результатам бонитировки оформляются документы для записи сведений о лучших сельскохозяйственных особях в государственные книги племенных животных.

## Особенности проведения бонитировки в различных отраслях животноводства

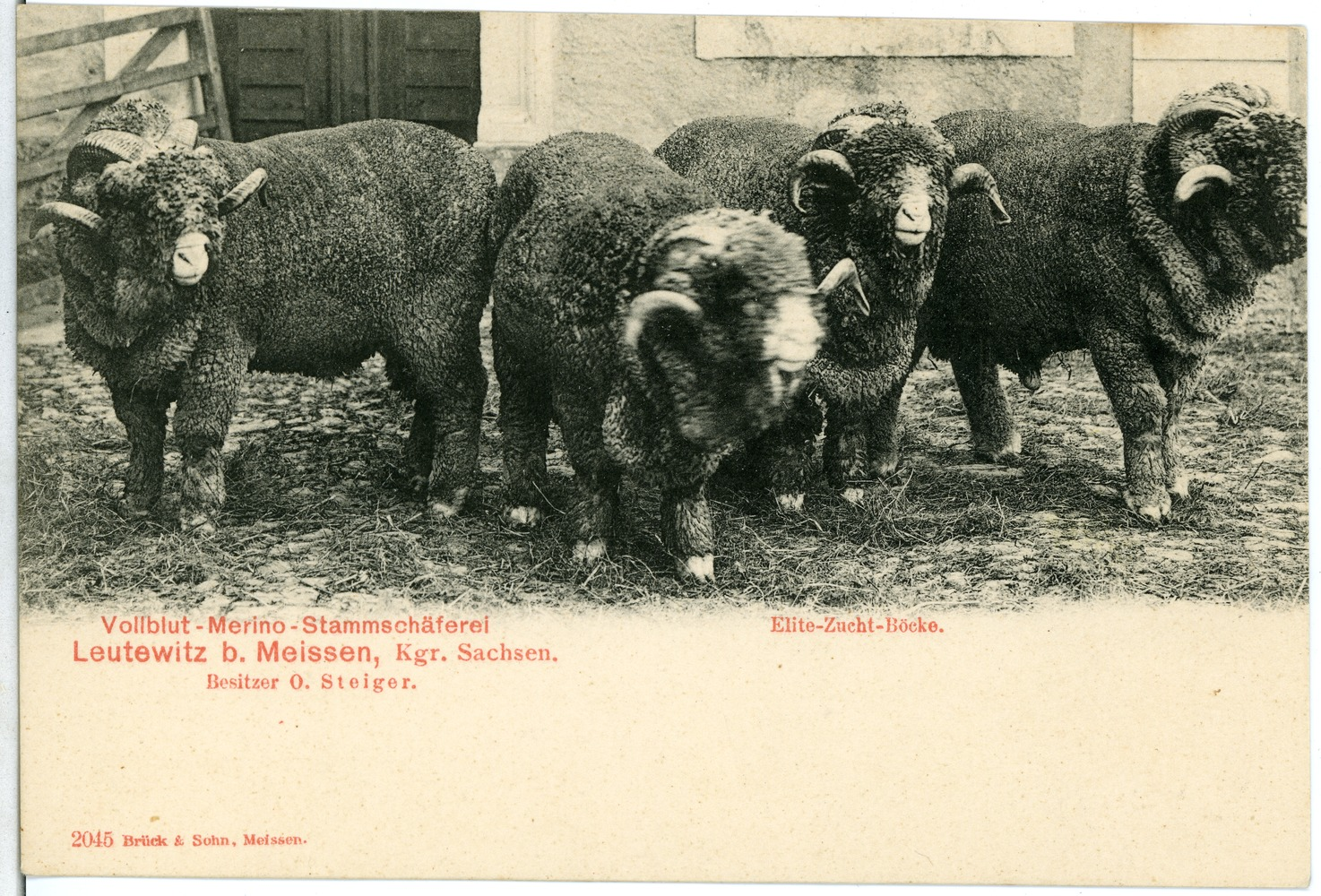
Элитные бараны-производители. Почтовая карточка (Германия, 1901)

В скотоводстве комплексы признаков, по которым проводят бонитировку животных, определяются направлением продуктивности. Для молочных и мясо-молочных коров в эти признаки входят породность, удои, качество молока, качество потомство, воспроизводительную способность и др. Для крупного рогатого скота мясного направления продуктивности такими признаками являются скороспелость, мясная продуктивность и качество мясной продукции. Используется система из четырёх классов (элита-рекорд, элита, I и II класс); если животное не отвечает требованиями, соответствующим хотя бы одному из этих классов, оно считается «внеклассным».
В свиноводстве основными признаками, по которым проводят бонитировку, являются продуктивность, развитие и телосложение. Продуктивность свиноматки оценивается по её плодовитости, молочности (которую определяют по живой суммарной массе её приплода в возрасте 30 суток) и общей массе «гнезда поросят» (поросят от одного опороса) в возрасте двух месяцев. По результатам бонитировки животных делят на три группы: элита, I класс и «вне класса».
В овцеводстве первую бонитировку (индивидуальную по сокращённому ключу) обычно проводят тогда, когда ягнят отнимают от маток. Когда животным исполняется год, проводят их бонитировку по определению классов (элита, I и II класс). В возрасте одного года и старше проводится также индивидуальная бонитировка животных по полному ключу. Для специализированных пород овец установлены особые сроки бонитировки: ягнят смушковых пород бонитируют в возрасте одного или двух дней, молодых овец шубных пород — в 7 или 8 месяцев.

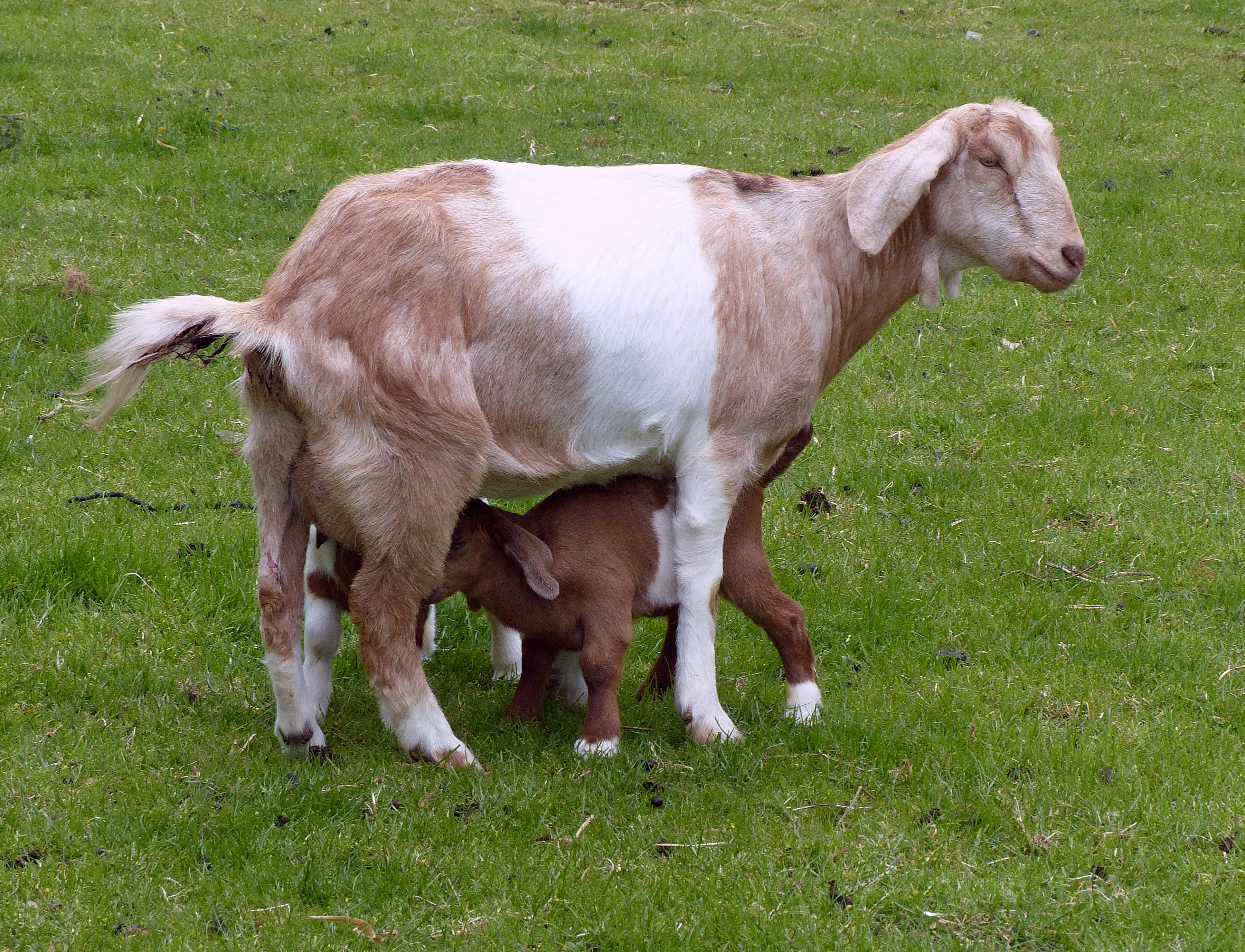
Коза и козлёнок англо-нубийской породы. Великобритания

В козоводстве при бонитировке для каждого направления продуктивности используется свой набор определяемых признаков (то есть свой бонитировочный ключ). Для животных определяют их класс (элита, I и II класс). Некоторых животных (обычно тех, которые отнесены к «элите» и первому классу) бонитируют индивидуально.
В коневодстве используется система из трёх классов (элита, I и II класс). Животных бонитируют впервые в два года, до семи лет бонитируют ежегодно. В возрасте семи лет животному впервые даётся оценка по качеству потомства, после чего бонитировочные сведения уточняются раз в три года. Животных обычно оценивают по происхождению, типичности, промерам (результатам измерений, характеризующих особенности строения тела животного). экстерьеру, работоспособности и качеству потомства. Работоспособность лошадей оценивают в зависимости от их типа (принадлежности к группе пород): животных быстроаллюрного типа (верховых и рысистых лошадей) оценивают по их резвости (времени пробега определённой дистанции); животных тяжеловозных пород — по их максимальной грузоподъёмности (максимально допустимой нагрузке), а также скорости движения с грузом.
В оленеводстве животные при бонитировке оцениваются по трём показателям: экстерьеру, упитанности и массе — при этом проводится отдельно по пяти группам: хорам (взрослым самцам), важенкам (самкам, уже давшим приплод), сырицам (половозрелым, но ещё не телившимся самкам), бычкам (молодым самцам) и молодняку (телятам обоих полов). Отбонитированные животные, исходя из суммы баллов, делятся на пять классов, из которые только три класса — «элита», 1-й и 2-й — заносятся в бонитировочные описи и сводные бонитировочные ведомости, а животные 3-го и 4-го класса подлежат выбраковке либо переводу в товарное стадо.
В птицеводстве используется система из четырёх классов (элита-рекорд, элита, I и II класс). Бонитировка проводится раз в год во всех хозяйствах, которые имеют племенной статус. Среди оцениваемых параметров — яйценоскость, масса яиц, живая масса, мясная скороспелость, вывод молодняка и его сохранность; при этом для каждого вида птиц и каждого направления продуктивности установлены свои оцениваемые параметры и классные требования.